# Frau Luna
Frau Luna es una opereta burlesco-fantástica del compositor Paul Lincke a partir de un libreto de Heinrich Bolten-Baeckers, que se estrenó el 2 de mayo de 1899 en el Apollo-Theater berlinés. Fue constantemente revisada y se le añadió música adicional en su versión final de 1922. Las piezas más famosas de la opereta son la marcha Berliner Luft, el dúo Schenk mir doch ein kleines bißchen Liebe y el aria Schlösser, die im Monde leen.
Bolten-Baeckers ya había entregado a Lincke el libreto en 1897 llamado Venus auf Erden, que gira en torno a un tema similar. La obra está inspirada sin duda en las novelas de Julio Verne tales como De la Terre à la Lune (De la Tierra a la Luna, 1865) y se representó en casi todas las principales ciudades europeas.